# Pittosporum abyssinicum
Pittosporum abyssinicum är en tvåhjärtbladig växtart som beskrevs av Alire Raffeneau Delile. Pittosporum abyssinicum ingår i släktet Pittosporum och familjen Pittosporaceae. Inga underarter finns listade.